# Susan Howard
Susan Howard, född 28 januari 1944 i Marshall, Texas som Jeri Lynn Mooney, är en amerikansk skådespelerska.
Howard är känd för sina år i tvåloperan Dallas som den intelligenta politiskt aktiva Donna Culver Krebbs som var gift med ranchmanen Ray Krebbs.
Howard spelade rollen som Donna mellan 1979 och 1987. 1993 spelade hon in filmen Come the Morning; sedan dess har hon valt att inte skådespela mer.
Hon medverkar ofta i återföreningar med Dallas-skådespelare.